# 雷公尖乡
雷公尖乡，是中华人民共和国江西省宜春市靖安县下辖的一个乡镇级行政单位。

## 行政区划
雷公尖乡下辖以下地区：
长坪村、三枥村、垦殖场塔里分场生活区、垦殖场虎山分场生活区和垦殖场园艺分场生活区。